# Rue du Chemin-de-Fer (Antony)
Pour les articles homonymes, voir Rue du Chemin-de-Fer.
La rue du Chemin-de-Fer est une voie de la commune française d'Antony dans les Hauts-de-Seine.

## Situation et accès
Sa desserte s'effectue par la gare du Chemin d'Antony, que permet d'atteindre une passerelle longeant le pont ferroviaire au-dessus de l'avenue Armand-Guillebaud.

## Origine du nom

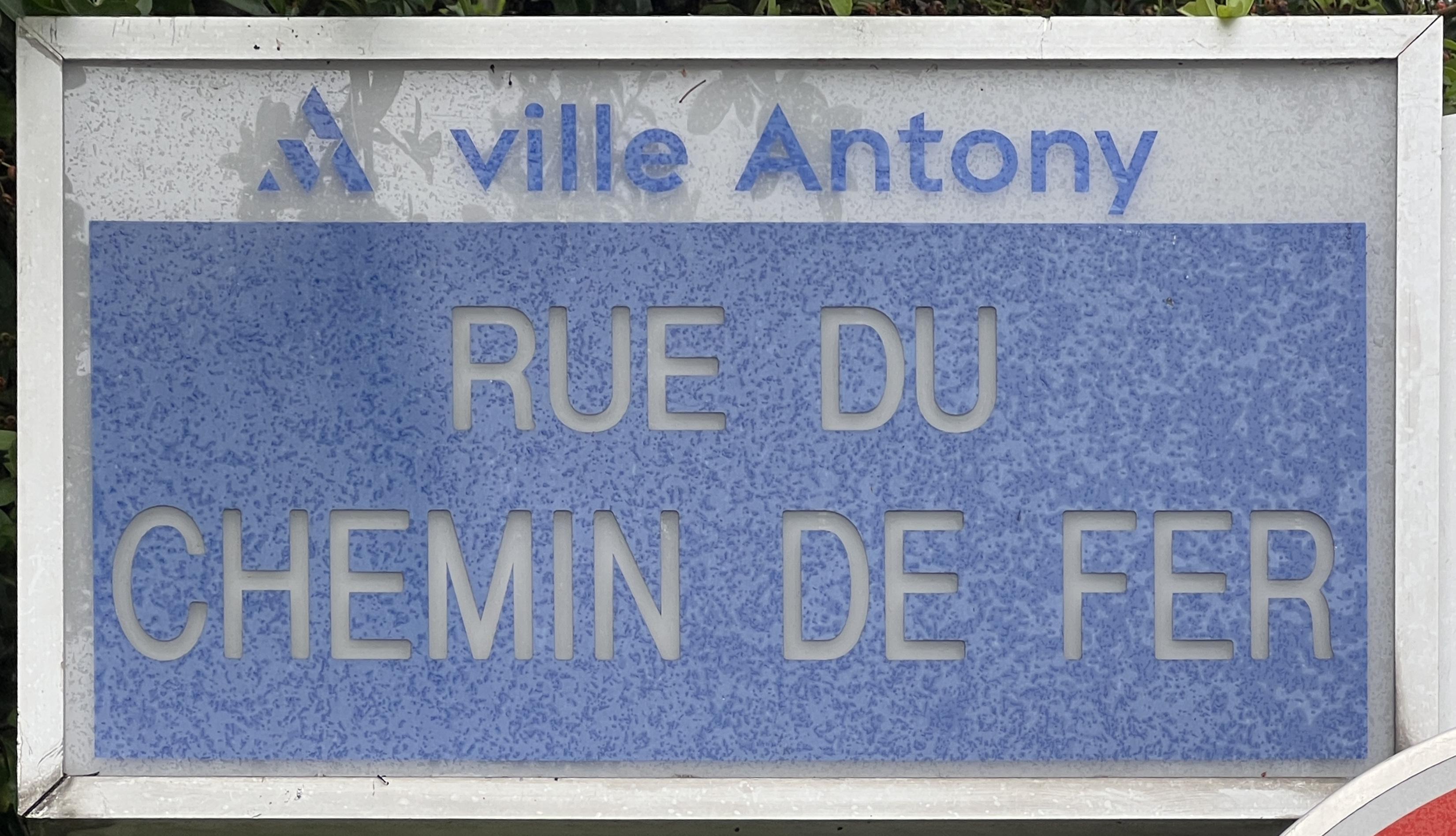
Plaque de la rue.

Cette rue tient son nom de la ligne de Choisy-le-Roi à Massy - Verrières, qui dessert la gare du Chemin d'Antony, toute proche.

## Historique
La ligne ferroviaire ouverte au trafic des voyageurs le 18 octobre 1886 permet de faire remonter à la fin du XIXe siècle la création de cette voie de communication.

## Bâtiments remarquables et lieux de mémoire
- Parc du Beau-Vallon, atteint par un passage piétonnier souterrain sous la ligne de chemin de fer, le « passage du Beau-Vallon ».

## Pour approfondir